# Растительные клетки

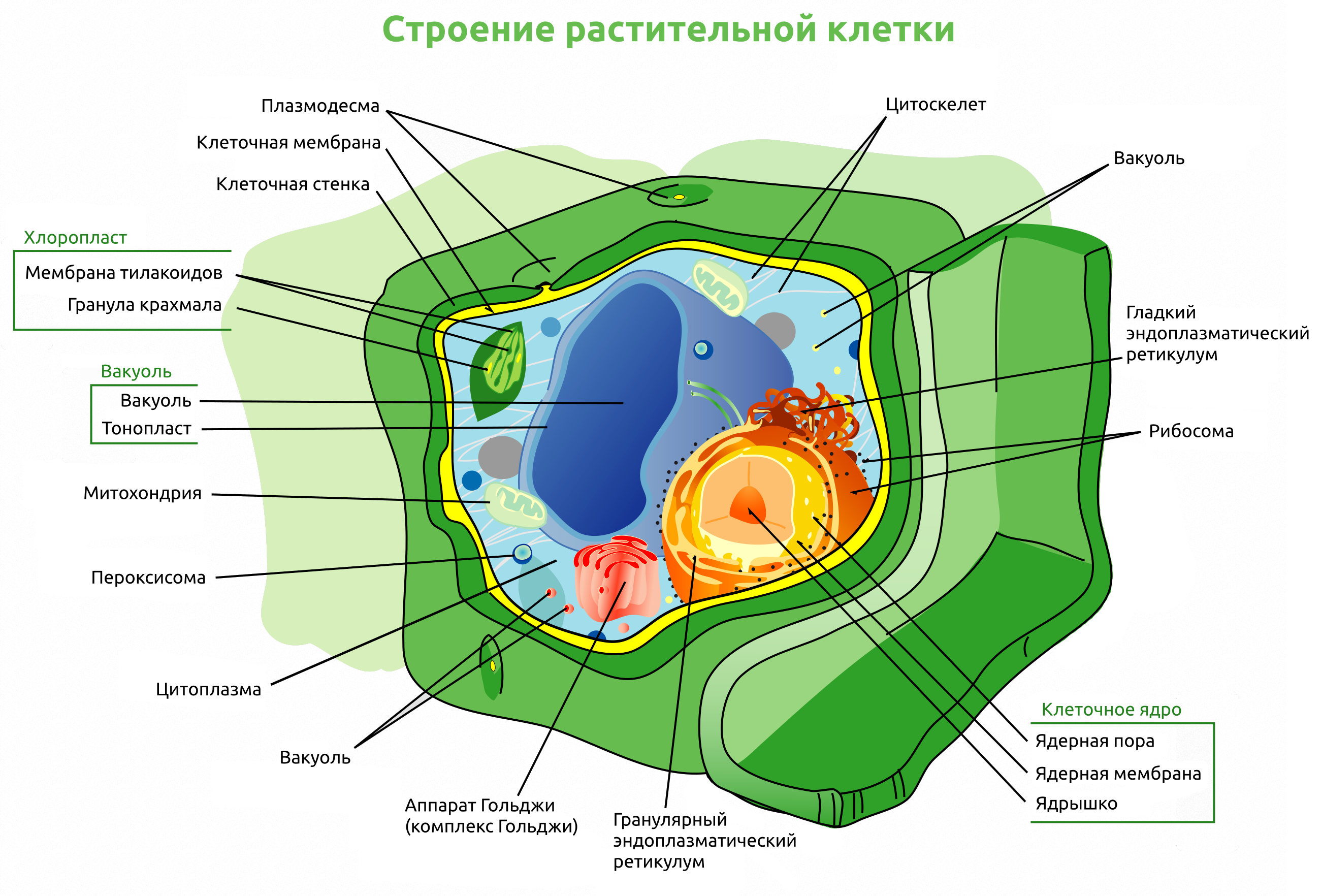
Строение растительной клетки.

Расти́тельные кле́тки — эукариотические клетки, однако несколькими своими свойствами они отличаются от клеток остальных эукариот. К их отличительным чертам относят:
- Крупная центральная вакуоль, пространство, заполненное клеточным соком и ограниченное мембраной — тонопластом[1][2]. Вакуоль играет ключевую роль в поддержании клеточного тургора, контролирует перемещение молекул из цитозоля в выделения клетки, хранит полезные вещества и расщепляет отслужившие старые белки и органеллы.
- Есть клеточная стенка, состоящая главным образом из целлюлозы, а также гемицеллюлозы, пектина и во многих случаях лигнина. Она образуется протопластом поверх клеточной мембраны. Она отличается от клеточной стенки грибов, состоящей из хитина, и бактерий, построенной из пептидогликана (муреина).
- Специализированные пути связи между клетками — плазмодесмы[3], цитоплазматические мостики: цитоплазма и эндоплазматический ретикулум (ЭПР) соседних клеток сообщаются через поры в клеточных стенках[4].
- Пластиды, из которых наиболее важны хлоропласты. Хлоропласты содержат хлорофилл, зелёный пигмент, поглощающий солнечный свет. В них осуществляется фотосинтез, в ходе которого клетка синтезирует органические вещества из неорганических. Другими пластидами являются лейкопласты: амилопласты, запасающие крахмал, элайопласты, хранящие жиры и др., а также хромопласты, специализирующиеся на синтезе и хранении пигментов. Как и митохондрии, чей геном у растений содержит 37 генов[5], пластиды имеют собственные геномы (пластомы), состоящие из около 100—120 уникальных генов[6]. Как предполагается, пластиды и митохондрии возникли как прокариотические эндосимбионты, поселившиеся в эукариотических клетках[7].
- Деление клеток (митоз) наземных растений и некоторых водорослей, особенно харовых (Charophyta)[8] и порядка Trentepohliales характеризуется наличием дополнительной стадии — препрофазы. Помимо этого цитокинез у них осуществляется при помощи фрагмопласта — «формы» для строящейся клеточной пластинки[9].
- Мужские половые клетки мхов и папоротниковидных имеют жгутик, схожий со жгутиком сперматозоидов животных[10][11], но у семенных растений — голосеменных и цветковых — они лишены жгутика[12] и называются спермиями.
- Из присущих животной клетке органелл у растительной отсутствуют только центриоли[13].

## Сравнение клеток растений и животных
| Признак                                                               | Клетки животных | Клетки растений  | Исключения                                                                                        |
| --------------------------------------------------------------------- | --------------- | ---------------- | ------------------------------------------------------------------------------------------------- |
| Клеточная стенка                                                      | Нет             | Есть (целлюлоза) | Нет                                                                                               |
| Тип питания                                                           | Гетеротрофные   | Автотрофные      | Растения-паразиты миксотрофны                                                                     |
| Пластиды                                                              | Нет             | Есть             | Подземные побеги, растения-паразиты, а также клетки всех тканей, кроме основной лишены хлорофилла |
| Центриоли                                                             | Есть            | Нет              | Нет                                                                                               |
| Центральная вакуоль                                                   | Нет             | Есть             | У растений отсутствует в мёртвых и др. специализированных клетках                                 |
| Основное запасное питательное вещество                                | Гликоген        | Крахмал          | Нет                                                                                               |
| Поры и плазмодесмы                                                    | Нет             | Есть             | Нет                                                                                               |
| Целостные реакции клетки (пиноцитоз, эндоцитоз, экзоцитоз, фагоцитоз) | Есть            | Нет              | Нет                                                                                               |

## Основные типы растительных клеток

### Паренхимные клетки

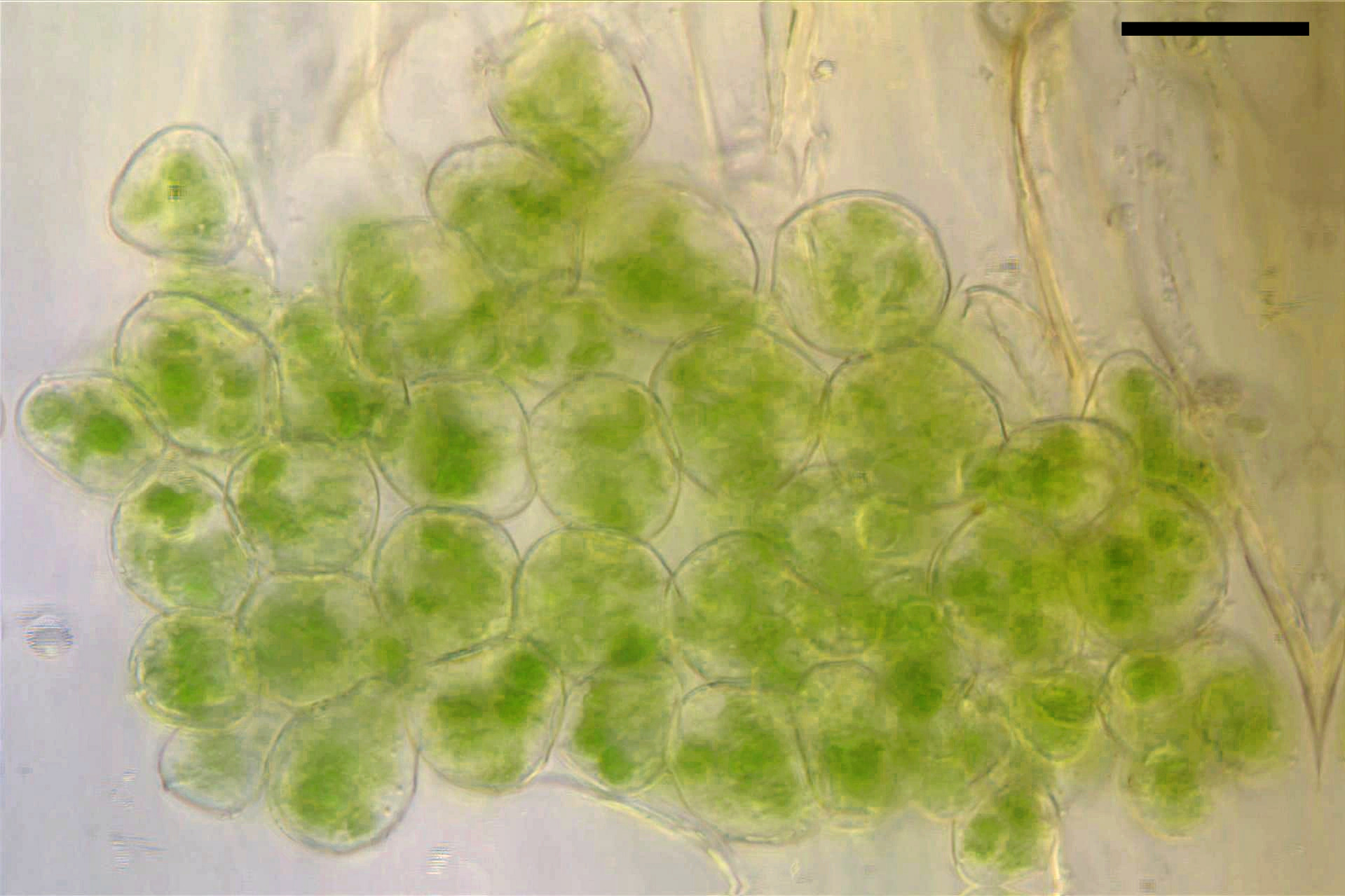
Паренхимные фотосинтезирующие клетки печёночного мха.

Паренхимные клетки — это клетки, размеры которых во всех направлениях одинаковы или длина немного больше ширины. Паренхиму растений называют также основной тканью.
Клетки паренхимы образуют однородные скопления в теле растения, заполняют пространства между другими тканями, входят в состав проводящих и механических тканей. Они могут выполнять различные функции: ассимиляционную, выделительную и др. Приспособленность паренхимных клеток к различным функциям обусловлена их функциональной специализацией протопластов. Присутствие в паренхиме (особенно рыхлой) межклетников определяет её участие в газообмене. Живые паренхимные клетки способны к делению; в паренхиме закладывается феллоген, а у растений с атипичным приростом в толщину — камбий (корнеплоды свёклы, некоторые лианы).

### Прозенхимные клетки
Прозенхимные клетки — это вытянутые (длина во много раз превышает ширину) и заострённые на концах (в отличие от паренхимы) клетки, различные по происхождению и функциям. Между прозенхимой (тканью, образованной прозенхимными клетками) и паренхимой имеются переходы, например, колленхима и лопастные ветвистые клетки мезофилла в листьях канны и др. растений.

## Деление растительных клеток
N — ядро,
V — вакуоль,
PPB — препрофазная лента,
MTN — начало скопления микротрубочек,
NEB — распад ядерной оболочки в начале прометафазы.
У растительных клеток имеется уникальная дополнительная фаза митоза — препрофаза. Она предшествует профазе и включает два основных события:
- Образование препрофазной ленты —  кольца из микротрубочек, расположенного под плазматической мембраной[18];
- Начало скопления микротрубочек около ядерной оболочки[19].

В остальном митоз растительных клеток проходит так же, как у остальных эукариот, только цитокинез у них протекает с использованием специальных структур — фрагмопласта (у высших растений и некоторых водорослей), фикопласта (у нек. других водорослей) и др.

## Клеточная стенка
Клеточная стенка имеется не только у растительных клеток: она есть у грибов и бактерий, но только у растений она состоит из целлюлозы (исключением являются грибоподобные организмы оомицеты, чья клеточная стенка также состоит из целлюлозы).

### Структура и химический состав
Клеточная стенка образуется из клеточной пластинки, причём сначала формируется первичная, а затем вторичная клеточная стенка. Строение клеточной стенки двух этих типов напоминает устройство железобетонных блоков, в которых присутствует металлический каркас и связующее вещество — цемент. В клеточной стенке каркасом являются пучки молекул целлюлозы, а связующим веществом служат гемицеллюлоза и пектины, которые образуют матрикс клеточной стенки. Эти вещества транспортируются во время роста клеточной пластинки из комплекса Гольджи к плазматической мембране, где пузырьки сливаются с ней и посредством экзоцитоза выбрасывают содержимое наружу.
Помимо указанных веществ, в оболочке одревесневших клеток содержится лигнин, повышающий их механическую прочность и понижающий водонепроницаемость. Кроме того, в оболочке клеток некоторых специализированных тканей могут накапливаться гидрофобные вещества: растительные воска, кутин и суберин, откладывающийся на внутренней поверхности стенок клеток пробки и составляющий пояски Каспари.

### Первичная и вторичная клеточные стенки
Первичная клеточная стенка содержит до 90% воды и характерна для меристематических и малодифференцированных клеток. Эти клетки способны изменять свой объём, но не за счёт растяжения целлюлозных фибрилл, а смещения относительно друг друга этих фибрилл.
Некоторые клетки, например, мезофилла листа, сохраняют первичную оболочку и по достижении нужных размеров перестают откладывать в неё новые вещества. Однако у большинства клеток этот процесс не прекращается, и между плазматической мембраной и первичной оболочкой у них откладывается вторичная клеточная стенка. Она имеет принципиально схожее с первичной строение, но содержит значительно больше целлюлозы и меньше воды. Во вторичной стенке обычно различают три слоя — наружный, самый мощный средний и внутренний. 

#### Поры
Во вторичной стенке имеется большое количество пор. Каждая пора представляет собой канал в том месте клеточной оболочки, в котором над первичным поровым полем не откладывается вторичная оболочка. Первичное поровое поле — это небольшой участок тонких смежных стенок двух клеток, состоящий из первичной оболочки и клеточной пластинки, пронизанный плазмодесмами. Поры возникают парно в смежных клетках соседних клеток и разделены замыкающей трёхслойной плёнкой (поровой мембраной). Различают поры:
- Простые поры представляют собой каналы во вторичной оболочке паренхимных клеток и склереид, имеющие одинаковую ширину на всем протяжении.
- Окаймлённые поры — это поры, окаймление которых составляет куполообразно приподнятая над поровой мембраной вторичная оболочка. В плане такая пора имеет вид двух окружностей, наружная из которых соответствует окаймлению, а внутренняя — отверстию, открывающемуся в полость клетки. Характерны для водопроводящих элементов, представленных мёртвыми клетками.
- Полуокаймлённые поры — пара пор, одна из которых — простая, другая — окаймлённая. Образуется в смежных стенках трахеид хвойных и паренхимных клеток древесинных лучей.
- Слепые поры представляют собой каналы во вторичной оболочке только одной из двух соседних клеток, такие поры не функционируют.
- Ветвистые поры — поры, разветвлённые на одном из концов вследствие слияния двух или нескольких простых пор в процессе утолщения вторичной оболочки.
- Щелевидные поры — поры с отверстиями в виде косой щели; образуются в клетках прозенхимы, например, волокнах древесины[26].

#### Плазмодесмы

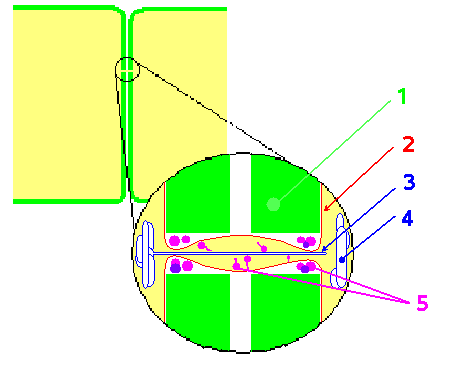
Схематическая структура плазмодесмы.
1 — клеточная стенка
2 — плазмалемма
3 — десмотубула
4 — эндоплазматический ретикулум
5 — белки плазмодесмы

Плазмодесма — это тончайший тяж цитоплазмы, канал, связывающий протопласты соседних клеток. Эти каналы по всей длине выстланы плазматической мембраной. Через плазмодесмы проходит полая структура — десмотубула, через неё элементы ЭПР соседних клеток сообщаются между собой.
Через плазмодесмы осуществляется свободный транспорт веществ. Предполагают, что ситовидные поля флоэмы также представляют собой крупные плазмодесмы.
Внутреннее пространство растения, объединяющее все протопласты, связанные посредством плазмодесм, называют симпластом, соответственно, транспорт через плазмодесмы называют симпастическим.

### Функции
Клеточные стенки растений выполняют следующие функции:
- обеспечение возможности тургора (не будь её, внутриклеточное давление разорвало бы клетку);
- роль наружного скелета (то есть придаёт форму клетке, определяет рамки её роста, обеспечивает механическую и структурную поддержку);
- запасает питательные вещества[29];
- защита от внешних патогенов.

## Органеллы

### Пластиды
Пластиды — органеллы растительной клетки, состоящие из белковой стромы, окружённой двумя липопротеидными мембранами. Внутренняя из них образует внутрь выросты (тилакоиды, или ламеллы).
Пластиды, как и митохондрии, являются самовоспроизводящимися органеллами и имеют собственный геном — пластом, а также рибосомы.
У высших растений все пластиды происходят от общего предшественника — пропластид, которые развиваются из двумембранных инициальных частиц.
Пластиды присущи исключительно растениям. Различают три основных типа пластид:
- Лейкопласты. Эти пластиды не содержат никаких пигментов, внутренняя мембранная система, хотя и присутствует, но развита слабо. Разделяют амилопласты, запасающие крахмал, протеинопласты, содержащие белки, элайопласты (или олеопласты), запасающие жиры. Этиопласты — это бесцветные пластиды растений, которые выращивали без освещения. При наличии света они легко превращаются в хлоропласты[32].
- Хромопласты — пластиды жёлто-оранжевого цвета, обусловленного наличием в них пигментов каротиноидов: каротина, ксантофилла, лютеина, зеаксантина и др. Образуются из хлоропластов при разрушении в них хлорофилла и внутренних мембран[33]. Кроме того, хромопласты мельче хлоропластов по размерам. Каротиноиды присутствуют в хромопластах в виде кристаллов или растворёнными в каплях жира (такие капли называют пластоглобулами). Биологическая роль хромопластов до сих пор неясна[34].

- Хлоропласты — пластиды в виде двояковыпуклой линзы, окружённые оболочкой из двух липопротеидных мембран. Внутренняя из них образует длинные выросты в белковую строму — тилакоиды стромы и более мелкие, расположенные стопками тилакоиды гран, соединённые между собой тилакоидами стромы. С белковым слоем мембран тилакоидов связаны пигменты: хлорофилл и каротиноиды. В хлоропластах осуществляется фотосинтез. Первичный крахмал, синтезированный хлоропластами, откладывается в строме между тилакоидами[35].

Гигантские хлоропласты водорослей, присутствующие в клетке в единственном числе, называются хроматофорами. Их форма может быть очень разнообразной.

### Вакуоли
Вакуоль — полость в клетке, заполненная клеточным соком и окружённая мембраной — тонопластом. Вещества, содержащиеся в клеточном соке, определяют величину осмотического давления и тургор клеточной оболочки.
Вакуоли образуются из провакуолей — небольших мембранных пузырьков, отшнуровывающихся от ЭПР и комплекса Гольджи. Потом пузырьки сливаются, образуя более крупные вакуоли. Только у старых клеток все вакуоли могут сливаться в одну гигантскую центральную вакуоль, обычно же клетка, помимо центральной вакуоли, содержит мелкие вакуоли, наполненные запасными веществами и продуктами обмена.
Вакуоли выполняют в клетке следующие основные функции:
- создание тургора;
- запасание необходимых веществ;
- отложение веществ, вредных для клетки;
- ферментативное расщепление органических соединений (это сближает вакуоли с лизосомами)[37].

## Включения растительных клеток
- трофические включения:
  - крахмальные зёрна;
  - белковые гранулы (в гиалоплазме, пластидах, ЭПР, вакуолях, ядре). Чаще всего белковые отложения обнаруживают в виде алейроновых зёрен, представляющих собой наполненные белком обезвоженные вакуоли.
  - липидные капли — мощный источник энергии. Энергетическая ценность липидов вдвое выше, чем у белков или углеводов, поэтому содержащие их ткани или семена могут иметь меньшую массу и размеры.
- включения, не имеющие энергетической ценности, как правило, отходы жизнедеятельности. Чаще всего встречаются кристаллы оксалата кальция[38].